# Ivo Frosio
Ivo Frosio (ur. 27 kwietnia 1930, zm. 18 kwietnia 2019) – piłkarz szwajcarski grający na pozycji obrońcy. W swojej karierze rozegrał 13 meczów w reprezentacji Szwajcarii.

## Kariera klubowa
W swojej karierze piłkarskiej Frosio występował w klubach Grasshoppers Zurych i AC Lugano, do którego przeszedł w 1957 roku. Wraz z Grasshoppers wywalczył dwa mistrzostwa Szwajcarii w sezonach 1951/1952 i 1955/1956. Zdobył też dwa Puchary Szwajcarii w tych samych sezonach.

## Kariera reprezentacyjna
W reprezentacji Szwajcarii Frosio zadebiutował 20 września 1952 roku w przegranym 2:4 meczu Pucharu im. Dr. Gerö z Węgrami, rozegranym w Bernie. W 1954 roku został powołany do kadry na mistrzostwa świata w Szwajcarii. Na nich był rezerwowym i nie wystąpił w żadnym spotkaniu. W kadrze narodowej od 1952 do 1959 roku rozegrał 13 meczów.